# Caradrina bilunata
Caradrina bilunata är en fjärilsart som beskrevs av Augustus Radcliffe Grote 1877. Caradrina bilunata ingår i släktet Caradrina och familjen nattflyn. Inga underarter finns listade i Catalogue of Life.